# Uvaria panayensis
Uvaria panayensis är en kirimojaväxtart som beskrevs av Elmer Drew Merrill. Uvaria panayensis ingår i släktet Uvaria och familjen kirimojaväxter. Inga underarter finns listade i Catalogue of Life.